# Martin Sonneborn

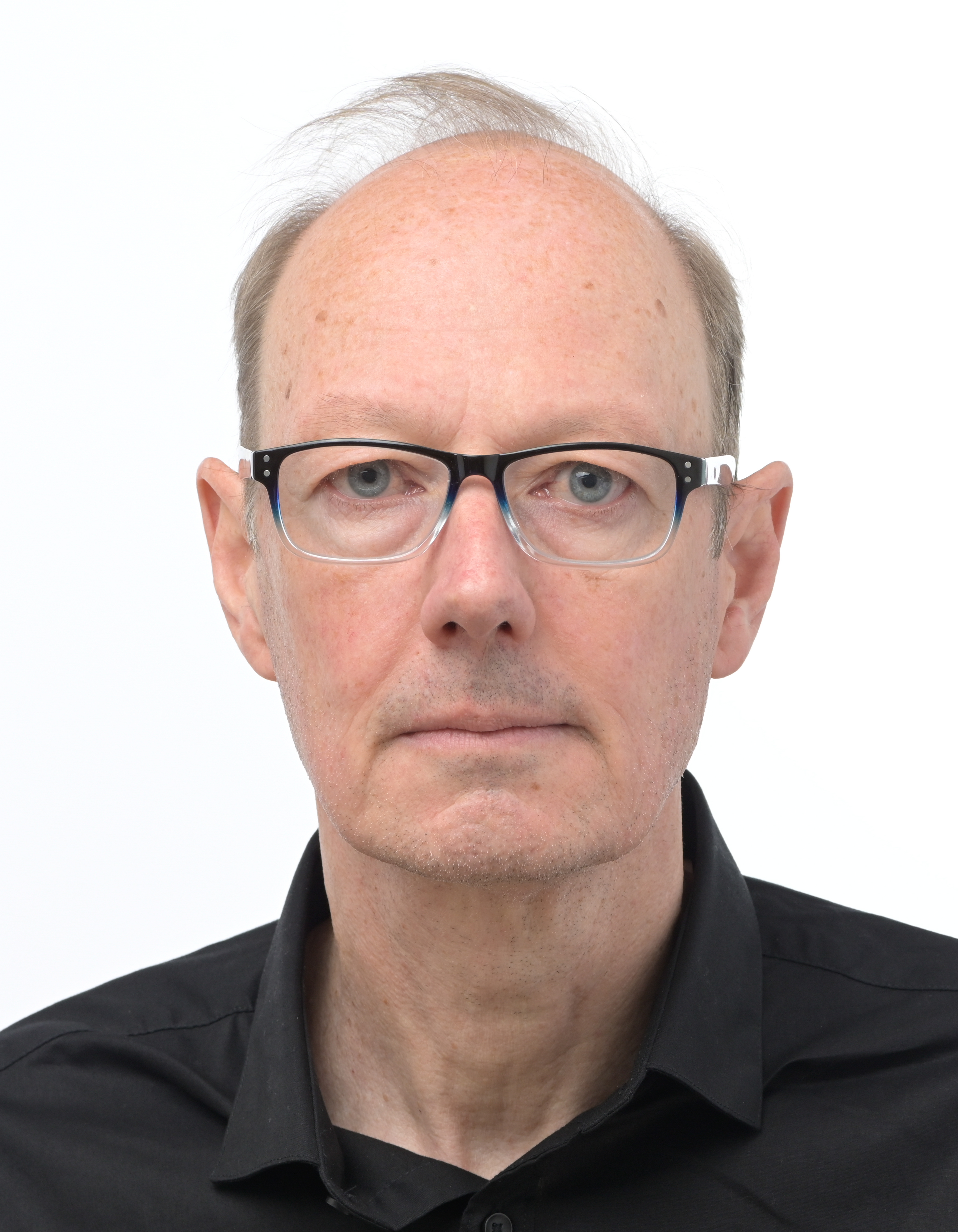
Martin Sonneborn (2024)

Martin Hans Sonneborn (* 15. Mai 1965 in Göttingen) ist ein deutscher Satiriker, Journalist und Politiker (Die PARTEI). Er war Chefredakteur des Satiremagazins Titanic. Seit der Gründung der Partei Die PARTEI ist er Parteivorsitzender und seit 2014 Mitglied des Europäischen Parlaments.

## Werdegang

### Familie, Studium und Wehrdienst
Sonneborn ist der Sohn des Berufsberaters Engelbert Sonneborn. Er wuchs zusammen mit einem Bruder auf. Er besuchte die Ursulaschule, ein katholisches Privatgymnasium in Osnabrück, an der er sein Abitur ablegte.
Nach dem Grundwehrdienst 1990 und dem Abschluss einer Ausbildung als Versicherungskaufmann in Osnabrück studierte er Publizistik, Germanistik und Politikwissenschaft in Münster, Wien und Berlin. Ab 1993 schrieb er für die taz, wo er später eine Kolumne hatte. Seine Magisterarbeit schrieb er 1994 über das Satiremagazin Titanic und „die absolute Wirkungslosigkeit moderner Satire“. Er fälschte dafür nach eigenen Angaben Interviews. 1995 machte er ein Praktikum beim Satiremagazin Eulenspiegel und arbeitete anschließend als Redakteur beim Konkurrenzblatt Titanic, dessen verantwortlicher Chefredakteur er 2000 wurde. Diese Stellung gab er im Oktober 2005 an seinen Redaktionskollegen Thomas Gsella ab. Ab 2006 war Sonneborn verantwortlicher Redakteur der Satire-Rubrik „Spam“ auf Spiegel Online bis zu deren Einstellung 2016.

### Politische Laufbahn

#### Gründung derPARTEI(2004 bis 2005)
Am 2. August 2004 gründete Sonneborn gemeinsam mit weiteren Redakteuren der Titanic die Partei Die PARTEI, als deren Bundesvorsitzender er amtiert, und in deren Jargon er „GröVaZ – Größter Vorsitzender aller Zeiten“ genannt wird; siehe Gröfaz. Während des Bundestagswahlkampfs 2005 war Sonneborn in mehreren Fernsehwahlwerbespots zu sehen. Diese wurden von seiner Partei im Vorfeld als „TV-Werbezeit im ZDF“  versteigert und enthielten bei Ausstrahlung massive Werbung für das Flugunternehmen Hapag-Lloyd Express. Dies führte zu einer Debatte in Medien und Politik über eine Verschärfung der Bestimmungen für Wahlwerbespots. Sonneborn erklärte, man habe sich lediglich wie die ARD verhalten: „Auffällig unauffällig Schleichwerbung platzieren.“

#### Mitglied des Europäischen Parlaments (seit 2014)

##### 8. Wahlperiode (2014 bis 2019)
Bei der Europawahl 2014 wurde er als Spitzenkandidat in das Europäische Parlament gewählt. Die PARTEI erreichte 0,6 % der Stimmen. Sein „Bericht aus Brüssel“ wurde bis 2022 in der Titanic veröffentlicht. Er war Mitglied im Ausschuss für Kultur und Bildung sowie der Delegation für die Beziehungen zur Koreanischen Halbinsel.
Auf Vorschlag der Fraktion der Piratenpartei wurde Sonneborn vom Landtag Nordrhein-Westfalen zum Mitglied der 16. Bundesversammlung gewählt. Dort schlug er seinen Vater Engelbert Sonneborn als Bundespräsidenten vor. In der Wahl am 12. Februar 2017 unterlag dieser Frank-Walter Steinmeier und den anderen drei Kandidaten im ersten Wahlgang.
Im August 2018 traf sich Sonneborn mit dem armenischen Premierminister Nikol Paschinjan, welcher sich bei ihm für seinen Einsatz für Armenien im Europaparlament bedankt hat, insbesondere im Hinblick auf den Völkermord an den Armeniern und den Bergkarabachkonflikt. Sonneborn kritisierte mehrfach den Umgang mit dem nicht anerkannten Staat Arzach, vor allem von Seiten Aserbaidschans. Er betonte, dass Arzach im Gegensatz zu Aserbaidschan eine Demokratie sei und die Europäische Union Arzach deshalb unterstützen solle.

##### 9. Wahlperiode (2019 bis 2024)
Sonneborn erklärte am 22. August 2018 in Brüssel, wieder zur Wahl für das Europaparlament anzutreten. Der Kabarettist Nico Semsrott gehörte zu seinem Team. Man wolle auch Kandidaten mit Nachnamen von „bekannten Nazigrößen“ aufstellen, um AfD-Wähler sowie „verwirrte CSU-Wähler“ oder „demente CDU-Wähler“ zu einem Kreuz für Die PARTEI zu verleiten. Hintergrund war, dass CDU/CSU und SPD eine Sperrklausel planten, die deutschen Kleinstparteien den Einzug ins Europaparlament erschweren würde.
Die PARTEI erreichte bei der Europawahl 2019 2,4 %. Während sich Semsrott der Fraktion Grünen/EFA anschloss, blieb Sonneborn weiterhin fraktionsloser Abgeordneter. Im Februar 2023 war Sonneborn einer von 69 Erstunterzeichnern des von der Politikerin Sahra Wagenknecht und der Publizistin Alice Schwarzer initiierten Manifests für Frieden, das einen Stopp von Waffenlieferungen an die Ukraine und einen Waffenstillstand im russisch-ukrainischen Krieg sowie Friedensverhandlungen mit Russland fordert.

##### 10. Wahlperiode (seit 2024)
Bei der Europawahl 2024 erhielt die Partei 1,9 Prozent der abgegebenen Stimmen und damit zwei Mandate. Das zweite Mandat nach Sonneborn erhielt Sibylle Berg.

#### Wahl zum Abgeordnetenhaus von Berlin 2021
Um Die PARTEI ins Berliner Abgeordnetenhaus zu führen, ließ sich Sonneborn trotz seiner Tätigkeit im Europaparlament bei der Bezirksverordnetenversammlung (BVV) 2021 als „Maskottchen“ aufstellen. Die Partei erreichte mit 33.000 Zweitstimmen Platz 2 hinter der 5-Prozent-Hürde und zwei Sitze in der BVV von Friedrichshain-Kreuzberg. Auch bei der Wahlwiederholung trat er wieder an.

### Fernsehen

#### Rolle des Außenreporters bei derheute-show(2009 bis 2014)
Vom 26. Mai 2009 bis zum 26. September 2014 war Sonneborn in der Rolle eines Außenreporters im Ensemble der ZDF-Satiresendung heute-show zu sehen. Nach der Ausstrahlung eines Interviews zwischen ihm und dem Pharmalobbyisten Peter Schmidt am 14. Mai 2010 geriet die Sendung in die Kritik, da Sonneborn in den Interviewpausen geäußerte Aussagen Schmidts nutzte, obwohl diese nicht für die Öffentlichkeit bestimmt waren. Schmidt zeigte sich über die Ausstrahlung verärgert und bezeichnete sie als „echte Schweinerei“, da Sonneborn ihn mit der Anfrage für ein ZDF-Interview gelockt habe, das man „nach Möglichkeit in einer der heute-Sendungen [...] platzieren“ wolle. Thomas Bellut, Programmdirektor des ZDF, untersagte der Redaktion der heute-show daraufhin, mit den Marken heute und heute-journal zu arbeiten. Nach seiner Wahl in das Europäische Parlament wurde seine Mitwirkung an der heute-show durch den Sender beendet.

#### Folge beiZimmer frei!(2009)
Die für den 4. Oktober 2009 geplante Folge der Sendung Zimmer frei! mit Sonneborn als Gast wurde vom WDR nicht wie vorgesehen ausgestrahlt. Eine Sendersprecherin erklärte, Sonneborn habe in der Sendung als Privatmann auftreten sollen, stattdessen habe er sich nur in die Rolle des „PARTEI-Chefs“ begeben. Beim WDR war man der Meinung, dass dies für eine 60-Minuten-Sendung uninteressant und nicht lustig gewesen sei. Sonneborn bestätigte, dass es von Seiten des WDR die Bitte gab, nicht als „PARTEI-Vorsitzender“ aufzutreten, jedoch habe man ihm auch die Freiheit gelassen, in der Sendung zu tun, was ihm gefällt. Sonneborn war der Ansicht, Moderatorin Christine Westermann sei nicht mit ihm klargekommen. Anschuldigungen, dass die Nichtausstrahlung der Sendung mit Sonneborns Boykottaufruf bei GEZ-Gebühren oder der Bezeichnung von Johannes B. Kerner als überbezahlten Moderator zusammenhänge, entgegnete der WDR: „Wenn man den ehemaligen Chefredakteur der Titanic einlädt, dann sicher nicht, um eine politisch korrekte Sendung zu machen“. Nach einem medialen Wirbel und zahlreichen Zuschaueranfragen wurde die Ausstrahlung schließlich am 20. Oktober 2009 kurz nach Mitternacht nachgeholt.

## Satire-Aktionen

### Ausstellung im Historischen Museum Frankfurt
Aufsehen erregte ein „Bestechungsversuch“ bei der FIFA „Wie Titanic einmal die Fußball-WM 2006 nach Deutschland holte“. Es war eine Ausstellung im Historischem Museum Frankfurt, bei der er der FIFA vorschlug, die Fußball-WM 2006 in Deutschland stattfinden zu lassen. Im Gegenzug erhalte die FIFA einen „Präsentkorb mit echtem Schwarzwälder Schinken und eine Kuckucksuhr“.

### Frankfurter Buchmesse

#### 2009: Kritik an Menschenrechtsverletzungen in China
Diplomatische Verstimmungen zwischen Deutschland und der Volksrepublik China löste Sonneborn 2009 aus, als er auf der Frankfurter Buchmesse, die in jenem Jahr als Gastland China eingeladen hatte, chinesischen Schriftstellern und Besuchern der Messe Sätze über Menschenrechtsverletzungen in China in den Mund legte. Daraufhin wurde in chinesischen Staatsmedien ihm vorgeworfen, „Die Gefühle des chinesischen Volkes“ verletzt zu haben.

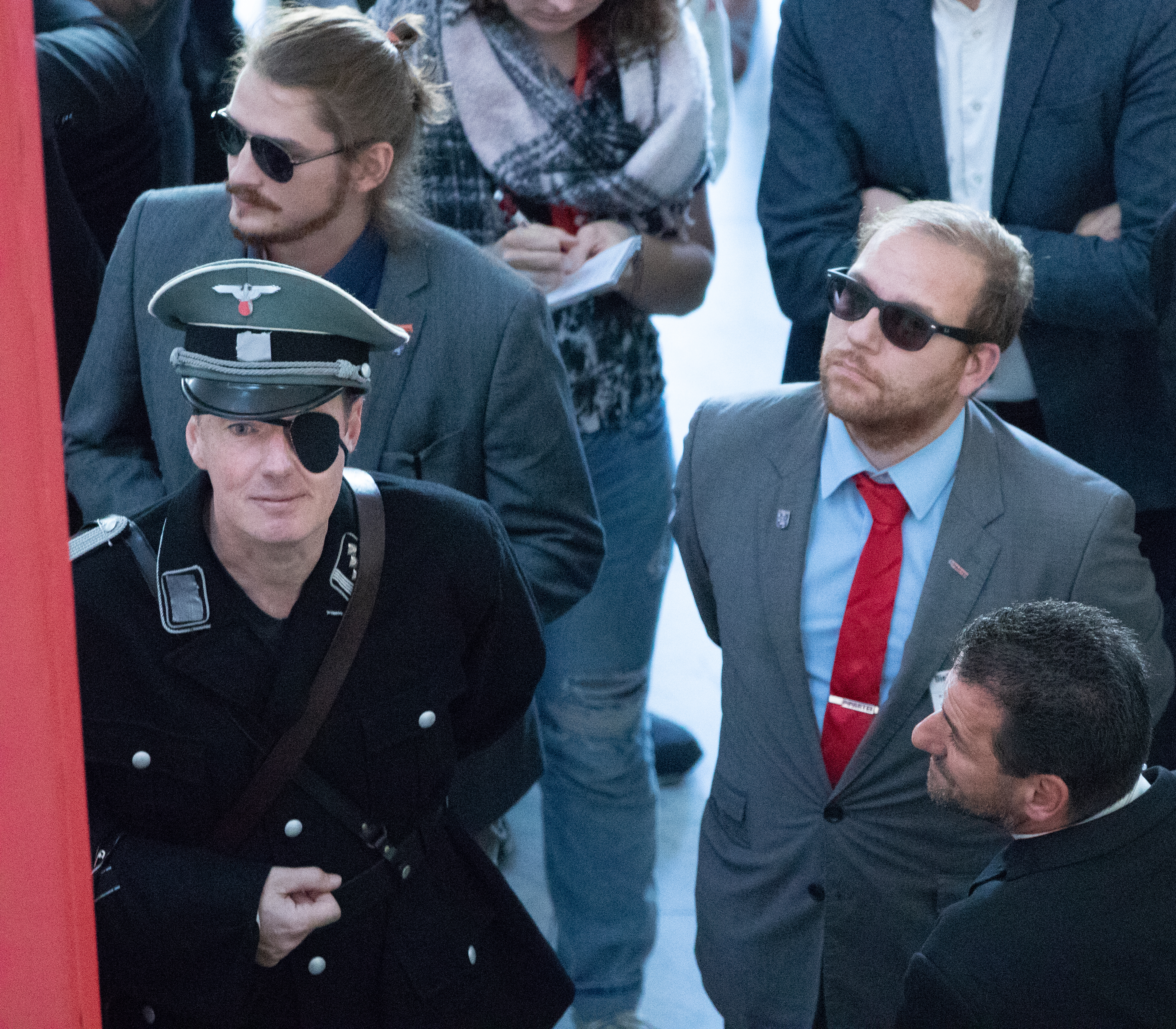
Sonneborn mit Parteikollegen Nico Wehnemann und Maximilian Hahn auf der Frankfurter Buchmesse 2018

#### 2018: Verkleidung als Claus Schenk Graf von Stauffenberg bei Buchvorstellung von Björn Höcke
Der AfD-Politiker Björn Höcke stellte sein Buch Nie zweimal in denselben Fluss unter Polizeischutz auf der Frankfurter Buchmesse 2018 vor. Sonneborn versuchte – verkleidet als Claus Schenk Graf von Stauffenberg – eine Aktentasche in Höckes Nähe abzustellen, um an Stauffenbergs Attentat vom 20. Juli 1944 auf Adolf Hitler zu erinnern. Sonneborn wurde jedoch nicht eingelassen.

### Parodien auf verschiedene Politiker bei Wahlkämpfen
Sonneborn trat gemeinsam mit Redaktionskollegen der Titanic mehrfach als vermeintlicher Politiker großer deutscher Parteien auf und parodierte mit fiktiven politischen Positionen bei Wahlkämpfen.

#### Gerhard Frey Mirko Mokry (1998)
1998 mobilisierte er als angeblicher Büroleiter des damaligen Bundesvorsitzenden der DVU Gerhard Frey, Mirko Mokry und andere DVU-Landtagsabgeordnete zum „Marsch auf Berlin“ unter dem Motto „Arbeit macht Frey“.

#### Klaus Schneider (2002)
In Eisenach trat Sonneborn als Klaus Schneider im Straßenwahlkampf auf und verwendete dabei Parolen wie „Deutsche wehrt euch – Wählt FDP“ und „Gib endlich Friedman – Judenfrei und Spaß dabei.“ Hintergrund waren Angriffe des damaligen FDP-Spitzenpolitikers Jürgen Möllemann auf den Journalisten und Politiker Michel Friedman. Schneider kündigte daraufhin an, ihn zu verklagen.

#### Gerhard Bökel (2003)
In Hessen gab sich Martin Sonneborn 2003 als SPD-Spitzenkandidat Gerhard Bökel aus und leistete in einer Wohnsiedlung mit gefälschten Wahlhandzetteln „Basiswahlkampf“, indem er von Tür zu Tür ging und sich vorstellte. Den meisten Anwohnern fiel der Schwindel nicht auf.

## Kontroversen

### „Ick bin ein Obama“-Wahlplakat
Im Wahlkampf für die Wahl zum Abgeordnetenhaus von Berlin 2011 ließ sich Sonneborn vor einem PARTEI-Wahlplakat abbilden, auf dem er mit schwarz angemaltem Gesicht und dem Slogan „Ick bin ein Obama“ in Anspielung auf John F. Kennedys Ausspruch „Ich bin ein Berliner“ und den damaligen US-Präsidenten Barack Obama abgebildet war. In der britischen Presse wurde er für die rassistisch konnotierte Praxis des Blackface kritisiert. Sonneborn erklärte später gegenüber der Berliner Zeitung, er stehe zu der Aktion, obwohl er sie nicht wiederholen würde.

### Abstimmungsverhalten
2019 stimmte Sonneborn bei einer Abstimmung im EU-Parlament im Rahmen eines nichtlegislativen Berichts über die Lage der Menschenrechte in der Europäischen Union gegen einen Änderungsantrag, der die Mitgliedsstaaten unverbindlich dazu aufgefordert hat, ein Verbot sogenannter Konversionstherapien durchzusetzen. Die Entscheidung kam zufällig dadurch zustande, da er in seiner ersten Amtsperiode bei Abstimmungen mit klaren Mehrheiten abwechselnd mit Ja und Nein abstimmte. Er wurde für sein Abstimmungsverhalten von verschiedenen Medien kritisiert. Sonneborn änderte später sein Abstimmungsverhalten und orientierte sich seitdem zumeist an Linken und Grünen.

### Rassismus-Vorwürfe wegen Witz auf T-Shirt
2021 wurde Sonneborn erneut Rassismus vorgeworfen, als er auf Twitter ein Bild teilte, das eine klischeehafte Darstellung eines chinesischen Akzents verwendete. Nach einem kritischen Bericht von Vice kündigte sein Parteikollege Nico Semsrott die Mitgliedschaft und begründete seine Entscheidung in einem Schreiben vom 13. Januar 2021. Sonneborn entschuldigte sich am selben Tag und gab an, die Wirkung des Witzes unterschätzt zu haben. Die Zielsetzung des Witzes sei eigentlich gewesen, „die wiederholten sinophoben Ausfälle und Polemiken“ Donald Trumps zu karikieren. Der Medienjournalist Michael Hanfeld kommentierte in der FAZ, dass Sonneborn den „Kotau“ vollzogen habe, den Semsrott „und mit ihm eine Shitstorm-Truppe, angestachelt unter anderem vom Magazin Vice“, gefordert hätten.

## Privates
Sonneborn ist mit einer Armenierin verheiratet und hat zwei Töchter.

## Auszeichnungen
- 2014: Grimme-Preis für Sonneborn rettet die Welt[54]

## Schriften (Auswahl)
- Das Satiremagazin TITANIC. (Berlin, Freie Univ., Magisterarbeit, 1994).
- „Ich tat es für mein Land.“ Wie Titanic einmal die Fußball-WM 2006 nach Deutschland holte: Protokoll einer erfolgreichen Bestechung. Bombus, München 2005, ISBN 3-936261-37-7
- Das PARTEI-Buch: Wie man in Deutschland eine Partei gründet und die Macht übernimmt. Kiepenheuer & Witsch, Köln 2009, ISBN 978-3-462-04090-6
- Ich will auch mal Kanzler werden … 999 Fotowitze aus der Berliner Republik. Kiepenheuer & Witsch, Köln 2011, ISBN 978-3-462-04257-3
- Quatsch: Und mehr. Kiepenheuer & Witsch, 2012, ISBN 978-3-462-04475-1.
- Beerdigung von Herrn Krodinger im Biergarten: Ein Schild sagt mehr als 1000 Worte. Kiepenheuer & Witsch, Köln 2015, ISBN 978-3-462-04775-2
- Titanic BoyGroup Greatest Hits – 20 Jahre Krawall für Deutschland. Rowohlt Berlin 2015, ISBN 978-3-87134-818-1
- Herr Sonneborn geht nach Brüssel. Abenteuer im Europaparlament. Kiepenheuer & Witsch, Köln 2019, ISBN 978-3-462-05261-9
- 99 Ideen zur Wiederbelebung der politischen Utopie: Das kommunistische Manifest. Kiepenheuer & Witsch, Köln 2021, ISBN 978-3-462-00214-0.
- Herr Sonneborn bleibt in Brüssel. Neue Abenteuer im Europaparlament. Kiepenheuer & Witsch, Köln 2024, ISBN 978-3-462-00600-1

## Filmografie
- 2008: Heimatkunde
- 2009: Die PARTEI
- 2013: Sonneborn rettet die Welt
- 2014: Sonneborn rettet die EU bei Spiegel TV
- 2019: Sonneborn Semsrott – Für Europa reicht’s